# Kasaner Kathedrale (Wolgograd)

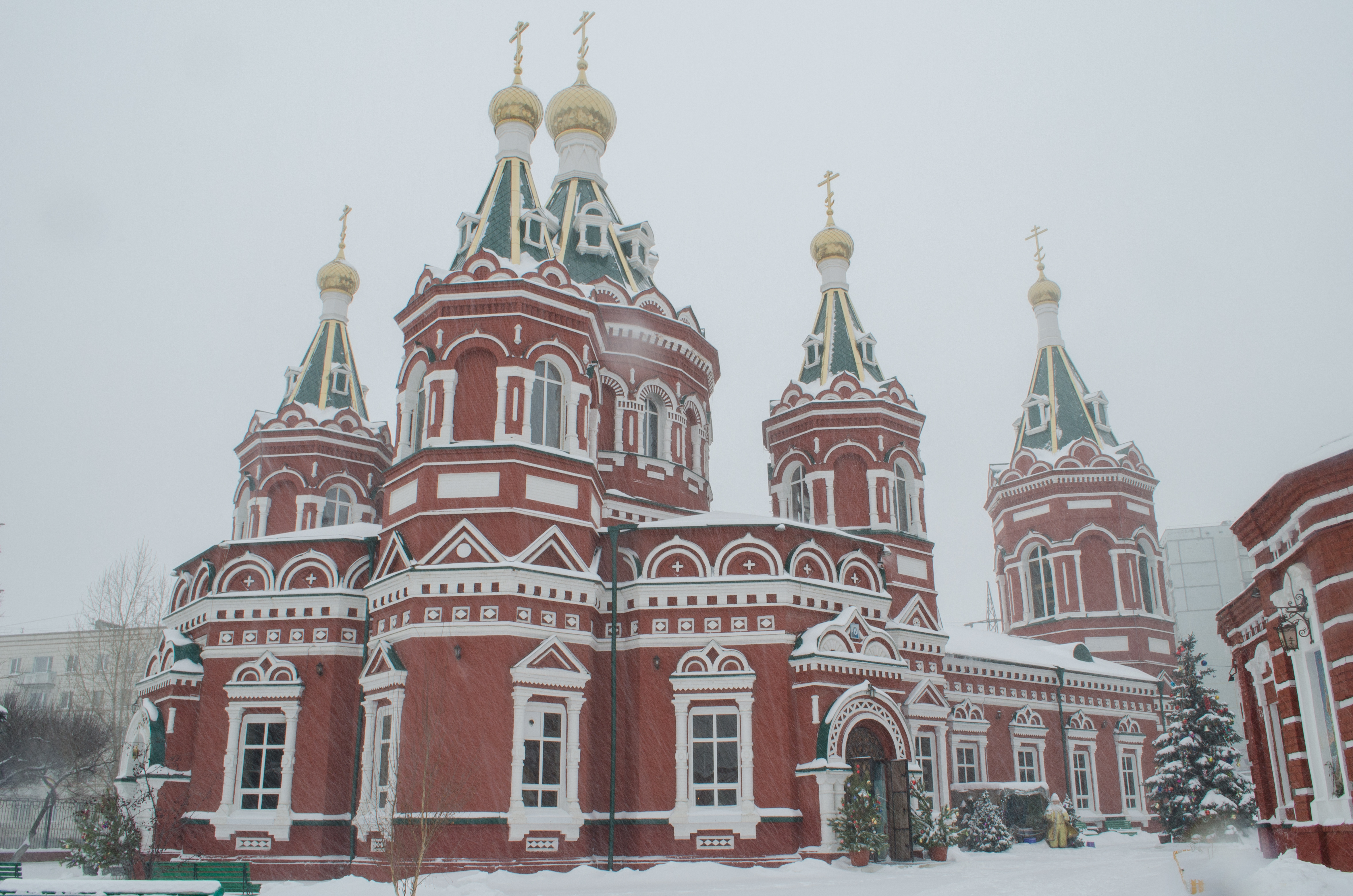
Kasaner Kathedrale

Die Kasaner Kathedrale (vollständiger Name Kathedrale der Gottesmutter-Ikone von Kasan, transkribiert Собо́р Каза́нской ико́ны Бо́жией Ма́тери (abgekürzt Каза́нский собо́р)) ist eine in Wolgograd  gelegene russisch-orthodoxe Kathedrale und Bischofssitz der Eparchie Wolgograd und Kamyschyn.

## Geschichte
Die erste Holzkirche zu Ehren der Gottesmutter-Ikone von Kasan wurde in Zarizyn (der Name der Stadt bis 1925 und bis 1961 Stalingrad) am Anfang des 18. Jahrhunderts gebaut und durch einen Brand zerstört. Die Errichtung einer neuen Kasanen-Kirche begann 1896. Die große im Pseudorussischen Stil errichtete Kirche wurde als sogenannte Friedhofskirche gebaut, wobei die Identität des Architekten unbekannt blieb. Die Weihe der Kirche fand am 23. August 1899 statt. 1904 wurden sowohl der Glockenturm als auch das Refektorium errichtet. 

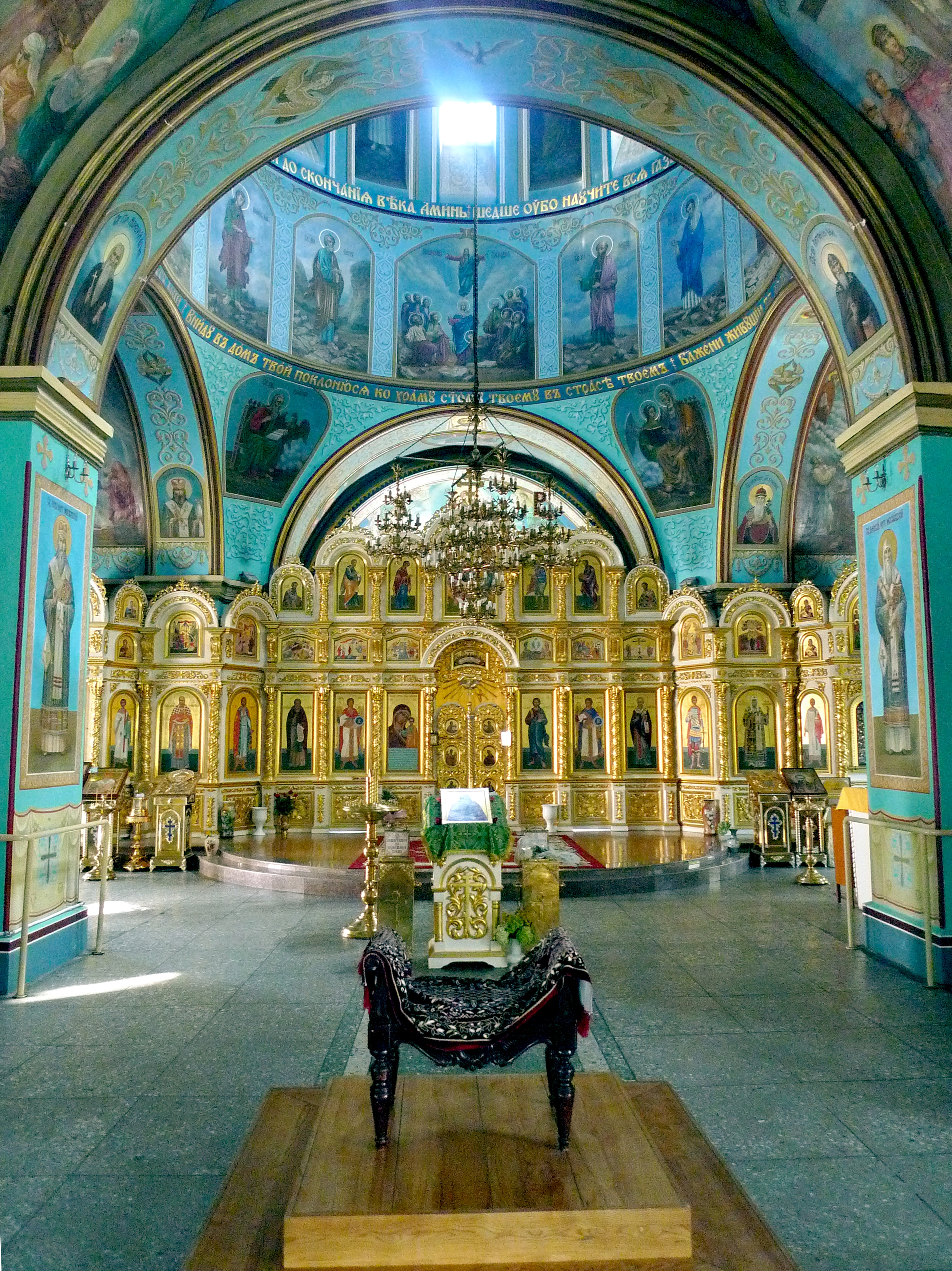
Inneres der Kasaner Kathedrale

Unter der Sowjetherrschaft wurde die Kirche am 15. Dezember 1939 für Gottesdienste geschlossen und das Gebäude als Bäckereifabrik genutzt. 
Während der Schlacht von Stalingrad wurde die Kirche stark beschädigt. Am 23. Dezember 1942, als die deutschen Truppen schon eingekesselt worden waren, wurde in der Kirche durch einen deutschen Kaplan ein Gottesdienst für „die kommenden Siege der deutschen Waffen“ abgehalten. Am 27. Juli 1945 wurde das Kirchengebäude der Russisch-Orthodoxen Kirche zurückgegeben. Für Gottesdienste sollte allerdings vorübergehend ein profanes Gebäude genutzt werden. Im Zeitraum von 1946 bis 1948 wurde die Kirche unter der Leitung des Architekten Wassili Simbirzew in vereinfachter Version rekonstruiert. Von den ehemals fünf Köpfen des Kirchengebäudes konnte jedoch nur ein Kopf erhalten werden. Der komplizierte Spitz des Glockenturms wurde durch eine einfache Kuppel ersetzt. 1948 wurde die Kirche erneut geweiht und 1954 erhielt sie von der damaligen Eparchie Astrachan und Stalingrad den Status Kathedrale.
Von 2009 bis 2011 erfolgte eine umfangreiche Restaurierung, wodurch die Kirche ihre ursprüngliche Ansicht zurückerhielt.